# Vestiges archéologiques gallo-romains de Sainte-Gemmes-sur-Loire
Les vestiges archéologiques gallo-romains de Sainte-Gemmes-sur-Loire sont un site archéologique situé à Sainte-Gemmes-sur-Loire, en France.

## Localisation
Le site est situé dans le département français de Maine-et-Loire, sur la commune de Sainte-Gemmes-sur-Loire.

## Historique
L'édifice est classé au titre des monuments historiques en 1975.